# Формальний метод
Форма́льний ме́тод — вивчення художньої літератури, зокрема аналіз літературно-художніх творів, спрямований передусім на дослідження їх форми як категорії, що визначає специфіку письменства, його іманентну сутність.
Формальний метод виник на межі XIX—XX ст. як реакція на засилля соціологічного позитивізму, на обмеженість і недоліки психологічної і культурно-історичної шкіл у літературознавстві, орієнтувався на міркування І. Канта про незацікавлений інтерес у мистецтві, переглядав канонічну формулу єдності змісту і форми, що не підлягала продуктивному творчому розв'язанню.
Справжня художня дійсність, на переконання німецького вченого К. Фідлера, має відображати буяння барв, співвідношення світла і тіні поза категорією змістовності.
Основи формального методу були закладені у західноєвропейському мистецтвознавстві (Г. Вельфлін), музикознавстві (Е. Ганслік), та мовознавстві (Бодуар де Куртене, Фердінанд де Соссюр).
У літературознавстві формальний метод застосували Ф. Брюнетьєр, О. Вальцель, Ф. Дібеліус, Л. Шпітцер, які надавали пріоритету формотворенню, засвідченому двобою Ренесансу (кларизм, ясні лінії, замкнута форма) та бароко (мальовничість, глибинна побудова композиції, відкрита форма, затемнення ясності), шукали «вищу математику форми» у лінгвістичному плані, встановлювали типологію романних форм (роман пригод, роман характерів), прояснювали стилістичні смаки того чи того автора тощо
Важливим для структурування формального методу було видання «Естетика як наука про вираження та загальна лінгвістика» (1902) Б. Кроче, де наголошувалося на неприпустимості ототожнення «вимог мистецтва» з «вимогами історії». Ці положення використовували представники американської нової критики (А. Річардс, Д. Р. Рейсом, А. Тейт, К. Брукс), які на основі психоаналізу розробляли психологічні аспекти вивчення художнього тексту, його емотивну функцію та «способи існування» структури: ритміка, метрика, фоніка у поезії, кут зору, організація часопростору, побудова сцен у прозі.